# チンバット・アノン

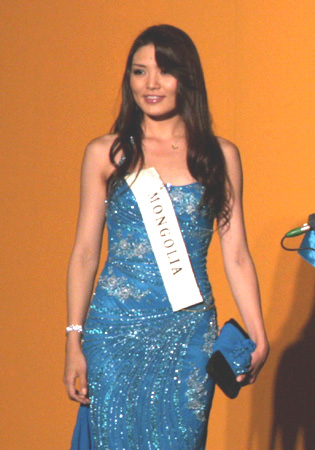
チンバット・アノン

チンバット・アノン（モンゴル語: Чинбатын Анун、Chinbatyn Anun、1985年 ‐ ）は、モンゴルのウランバートル出身のミス・モンゴリア2008年に選ばれた人物。このことより南アフリカのヨハネスブルクで開催されたミス・ワールド2008にはモンゴル代表として出場した。
日本に留学しており、東京の立教大学の観光学部へと通っている。2006年にモンゴルが建国800周年を迎えた際には日本の親善大使に彼女が選ばれている。力士の白鵬とは家が近かったこともあり幼馴染で、けいこ中に激励のために訪れたこともある。